# マフムード・ハン
マフムード・ハン・ビン・クチュク（ペルシア語: محمود بن کوچک、1459年以前 - 1460年代/1470年代没）は、ジョチ・ウルス最後の政権である大オルダのハン（在位：1459年 - 1465年）。大オルダのハンであるクチュク・ムハンマドの息子。

## 生涯

アストラハン・ハン国の領土

ロシアの年代記には記載されず、アストラハンで鋳造した硬貨にも「ティムール・ハンの息子であるムハンマド・ハンの息子であるマフムード・ハン」と記されているだけで鋳造年がなかったという。
1465年、弟のアフマド・ハンに反乱を起こされ、権力を奪取された。
後に息子のカーシム・ハン1世がアストラハン・ハン国を建国した。